# Ermenonville-la-Petite
Ermenonville-la-Petite is een gemeente in het Franse departement Eure-et-Loir (regio Centre-Val de Loire) en telt 159 inwoners (1999). De plaats maakt deel uit van het arrondissement Chartres.

## Geografie
De oppervlakte van Ermenonville-la-Petite bedraagt 5,2 km², de bevolkingsdichtheid is 30,6 inwoners per km².
De onderstaande kaart toont de ligging van Ermenonville-la-Petite met de belangrijkste infrastructuur en aangrenzende gemeenten.

## Demografie
Onderstaande figuur toont het verloop van het inwonertal (bron: INSEE-tellingen).